# Trạch Thiên Ký
Trạch Thiên Ký (tiếng Trung: 择天记) là một bộ phim truyền hình tiên hiệp của Trung Quốc được chuyển thể từ bộ tiểu thuyết cùng tên của tác giả Miêu Nị và sản xuất vào năm 2017. Bộ phim chính thức được phát sóng từ ngày 17/4 đến ngày 1/6/2017 trên đài truyền hình Hồ Nam. Ngay lập tức, phim đứng đầu bảng xếp hạng lượt xem trong khung giờ của nhà đài. Sau 32 tiếng  khởi chiếu phim đã đạt 500 triệu lượt xem trực tuyến tại Trung Quốc và đạt hơn 27 tỷ lượt xem trực tuyến trên tất cả các trang web lớn, trở thành phim truyền hình Trung Quốc có lượt xem nhiều nhất mọi thời đại. Vào tháng 1/2018, bộ phim tiếp tục đạt hơn 30 tỷ lượt xem trực tuyến. Tính đến tháng 9 năm 2019, Trạch Thiên Ký đứng thứ 4 trong Top 9 phim Hoa Ngữ có lượt xem "cao kỷ lục" trên 25 tỷ, chỉ sau Tam sinh tam thế thập lý đào hoa với 52 tỷ lượt xem, Sở Kiều truyện (phim)  với 48 tỷ lượt xem và Danh nghĩa nhân dân với 34 tỷ lượt xem. Trong đó phải kể đến sức hút của Luhan-tiểu sinh nổi trội của làng giải trí Hoa ngữ.
Ngày 4 tháng 5 năm 2019, Trạch Thiên Ký được trang ladyMotion của Việt Nam lồng tiếng và công chiếu chính thức trên YouTube. Tính đến năm 2020, tổng lượt view của phim trên YouTube đã vượt ngưỡng 118 triệu. Ngoài ra phim còn được phát lại trên kênh truyền hình SCTV11 của Việt Nam.

## Nội dung
Trạch Thiên Ký là câu chuyện về thế giới có sự tồn tại của yêu ma. Thái Thủy nguyên niên, Hữu Thần Thạch từ vũ trụ bay tới, phân tán trong nhân gian. Trong đó Thần Thạch rơi ở Đông thổ có đồ kỳ quái, con người xem đồ đằng này mà ngộ đạo, lập nên quốc giáo. Mấy nghìn năm sau, cô nhi 14 tuổi Trần Trường Sinh vì chữa bệnh cải mệnh rời khỏi sư phụ, mang theo hôn ước đến kinh đô, từ đó mở ra một hành trình nghịch thiên cải mệnh. Đến kinh đô mới phát hiện mình chỉ là một quân cờ mỏng manh, cam nguyện trở thành quân cờ tử vong đầu tiên, ra khỏi bản cờ quyết đấu một trận sống còn với thiên hạ.

## Phân vai

### Diễn viên chính
| Diễn viên       | Vai diễn         | Giới thiệu nhân vật |
| --------------- | ---------------- | --- |
| Luhan (Lộc Hàm) | Trần Trường Sinh | Là một thiếu niên được những người ở Thánh Quang đại lục và Thương Hành Chu tạo ra bằng cách sử dụng máu của Trần Huyền Bá. Máu của Trường Sinh được quán chú rất nhiều thánh quang nên máu này có thể cứu được mạng người khác. Vì biết rằng không thể sống qua 20 tuổi vì lí do kinh mạch đứt đoạn nên chàng thiếu niên quyết định xuống núi, đến Kinh Đô, cụ thể là Lăng Yên Các tìm ghi chép của Vương Chi Sách để tìm cách nghịch thiên cải mệnh. Và dưới cơ duyên xảo hợp Trường Sinh đã trở thành viện trưởng của học viện Quốc Giáo, đồng thời là người thừa kế Giáo Hoàng. Ngoài ra, còn có tờ hôn ước được sắp đặt với người yêu lúc nhỏ-Từ Hữu Dung.   |
| Cổ Lực Na Trát  | Từ Hữu Dung      | Thánh nữ Nhân Tộc Là Thánh nữ tôn quý xinh đẹp, Từ Hữu Dung chỉ cần đứng yên đã khiến biết bao nam nhân phải say đắm. Mang trong mình huyết mạch Thiên Phượng cao quý. Nàng đã gặp và yêu Trường Sinh từ khi còn nhỏ, sau khi được Trường Sinh cứu mạng. Tuy nhiên, vì huyết mạch tôn quý ấy nên Hữu Dung phải mang trên vai trách nhiệm rất lớn và đó là con đường tu đạo. Ngoài ra, Từ Hữu Dung còn có bạn thanh mai trúc mã là Thu Sơn Quân - người sở hữu huyết mạch Chân Long cực kì bá đạo, cũng là người thầm thương nàng, thế nhưng nàng chỉ thích Trần Trường Sinh. Từ Hữu Dung đóng vai trò quan trọng trong cuộc đời của Nam chính - Trần Trường Sinh. |

### Nhân Tộc
| Diễn viên        | Vai diễn                            | Giới thiệu nhân vật |
| ---------------- | ----------------------------------- | --- |
| Tăng Thuấn Hy    | Đường Tam Thập Lục                  | Người thừa kế của Đường gia Đường Đường là bạn thân của Trần Trường Sinh khi hai người gặp nhau ở Thần đô. Sau đó gặp Mạc Vũ và đem lòng yêu nàng để rồi từ đó xuất hiện cuộc tình của cặp đôi oan gia. Là thành viên của Quốc giáo học viện. |
| Hứa Linh Nguyệt  | Mạc Vũ                              | Là nữ hầu thân cận của bệ hạ và là bạn thân của Từ Hữu Dung. Cô thường xuyên tranh cãi với Đường Đường và đã phải lòng y. |
| Trương Tuấn Ninh | Thu Sơn Quân                        | Sở hữu huyết mạch Chân Long Đệ tử độc nhất của phái Ly Sơn kiếm tông. Là tinh anh của Đại Chu và được Thánh Hậu coi trọng. Hắn là một người tài giỏi nhưng lại si tình, trong lòng chỉ yêu mỗi Từ Hữu Dung nhưng đây lại là tình yêu đơn phương không được đáp trả. Khi thấy Hữu Dung và Trường Sinh yêu nhau, hắn ta mang lòng đố kỵ và thù hận muốn sát hại Trường Sinh. Sau đó đi vào con đường ma đạo bởi hắn đã trúng phải hạt giống của Ma tộc được Nam Khách gieo trên người. Sau cùng vì bảo vệ Từ Hữu Dung mà hi sinh tính mạng. |
| Cao Hãn Vũ       | Hiên Viên Phá                       | Một chiến binh của tộc Gấu, gặp mặt và kết bạn với Trần Trường Sinh. Khi được Lạc Lạc điện hạ cứu khỏi cái chết, Hiên Viên Phá đã xin theo và bảo vệ nàng. Cuối cùng rơi vào tình yêu một phía không được đáp lại với nàng. Là thành viên của Quốc giáo học viện. |
| Trần Sổ          | Thiên Hải U Tuyết                   | Thánh hậu Là bệ hạ của Đại Chu, bà mang trong mình sức mạnh của huyết mạch Thiên Phượng. Là người quyền lực bậc nhất, bà điều khiển cả một tinh bàn đại trận để khống chế các mệnh tinh trong đó và bảo vệ Đại Chu. Sau này bị Hán Thanh thần tướng giết chết. |
| Tăng Chí Vỹ      | Thương Hành Chu                     | Cựu viện trưởng của học viện Quốc giáo và là sư phụ của Trần Trường Sinh. Ông cũng là sư huynh của Giáo Tông thuở xưa khi ở Quốc Giáo học viện. |
| Trương Triệu Huy | Giáo Tông (Dần Hành Đạo) / Hồng Bào | Người đã đạt đến cảnh giới tu luyện cao nhất. Hắn chính là Hồng Bào-thủ lĩnh của tộc rắn bí ẩn. Bề ngoài đức độ hiền từ nhưng lại âm mưu lật đổ Thánh Hậu cũng như tiêu diệt cả Yêu Tộc và Ma Tộc. Đến cuối cùng hắn đã bị tiêu diệt bởi sức mạnh liên kết của các mệnh tinh và lưỡng đoạn đao. |
| Hà Trung Hoa     | Thái tông Hoàng đế                  | Người đã cai trị Thánh địa Nhân Tộc trước khi chết. Ông kết hôn với Thiên Hải U Tuyết và là bạn tốt của Giáo Tông. |
| Trấn Thiên       | Chu Độc Phu                         | Ông cũng là người đạt cảnh giới tu luyện cao nhất, là cao thủ lừng danh thiên hạ. Ông ta cũng là kẻ giết người đứng sau cái chết của cha Tiểu Hắc Long. Tuy nhiên ông ta lại ở một thế giới khác và mộ của ông cất giữ những điều bí ẩn, đặc biệt là bí kiếp nghịch thiên cải mệnh mà Trần Trường Sinh đang tìm kiếm. |
| Khúc Triết Minh  | Thiên Hải Nha Nhi                   | Là điệt tử (cháu trai) của Thánh hậu, hắn là người kiêu ngạo và lạm dụng quyền thế của gia tộc. Thiên Hải Nha Nhi rất ghét Trần Trường Sinh và luôn tìm cách hủy hoại danh tiếng của y. Đến cuối cùng hắn cùng với phụ thân bị Thánh hậu giết chết. |
| Phùng Lệ Quân    | Cẩu Hàn Thực                        | Nhị đệ tử của Ly Sơn kiếm tông. Là người có lòng trung trực ngay thẳng, lại rất ngưỡng mộ đại sư huynh của mình - Thu Sơn Quân. Sau đó y bị Thu Sơn Quân và Nam Khách truy sát khi biết được bí ẩn. |
| Vưu Tịnh San     | Thất Gian                           | Cũng là đệ tử của Ly Sơn kiếm tông. Cô là người tốt bụng và hồn nhiên. Khi suýt bị Thu Sơn Quân giết thì cô gặp được Trần Trường Sinh cứu giúp. Sau cùng giúp đỡ và bảo vệ cho nhóm Trần Trường Sinh. |
| Quyền Bái Luân   | Quan Phi Bạch                       | |
| Phó Gia          | Dư Nhân                             | |
| Nhậm Sơn         | Thiên Hải Thừa Võ                   | |
| Tiêu Vũ Lương    | Trang Hoán Vũ                       | |
| Triệu Chí Vỹ     | Hoắc Quảng                          | |
| Trương Gia Đỉnh  | Đường Hải                           | |
| Quách Lạc Vũ     | Hãn Thanh thần tướng                | Đệ nhất thần tướng của Đại Chu. Nhưng nguồn gốc lại là một vị thái tử Ma Tộc. Sau trở thành người gác thiên thư bia. |
| Hạ Cưỡng         | Từ Thái Tể                          | |
| Trung Nguyên     | Từ Thế Tích (Từ Thần Tướng)         | |
| Tống Tông        | Từ phu nhân                         | |
| Vũ Dương         | Tiểu Sảng                           | |
| Vũ Trạch Cẩm Hy  | Lò luyện đan                        | |
| Tổ Hoài          | Trần Lưu Vương điện hạ              | |

### Yêu Tộc
| Diễn viên      | Vai diễn                     | Giới thiệu nhân vật |
| -------------- | ---------------------------- | --- |
| Ngô Thiến      | Bạch Lạc Hoành ( Lạc Lạc)    | Công chúa Yêu Tộc Một vị công chúa bướng bỉnh của Bạch Đế Yêu Tộc. Bạch Lạc Hoành rất yêu mến và ái mộ sư phụ của mình-Trần Trường Sinh khi chứng kiến trí thông minh và tài năng của y. Mọi ngày nàng đều đeo bám theo sư phụ và dần phát sinh tình cảm với y nhưng lại không được đáp lại. Sau này vì cứu mạng y mà nàng nguyện ý trở thành Thần nữ của Yêu tộc. Là thành viên của Quốc giáo học viện. |
| Cao Thánh Viễn | Kim Ngọc Luật/ Kim Trường Sử | Thúc thúc (chú) và là người chăm sóc Lạc Lạc. Vì cố gắng bảo vệ mạng sống của Lạc Lạc mà bị Hồng Bào giết chết. |
| Vương Kế       | Bạch Đế                      | |

### Ma Tộc
| Diễn viên | Vai diễn  | Giới thiệu nhân vật |
| --------- | --------- | --- |
| Diêu Địch | Nam Khách | Công chúa ma tộc Công chúa cao ngạo của ma tộc, sở hữu trong người huyết mạch thiên phú của Khổng Tước. Luôn đối đầu với Từ Hữu Dung vì nàng ta muốn biết trên thế gian này rốt cuộc là Khổng Tước mạnh hơn hay Phượng Hoàng mạnh hơn. Nàng ta còn có mối tình không được đáp lại với Thu Sơn Quân. |
| Lý Siêu   | Hắc Bào   | Là quân sư của ma tộc, sư phụ của Nam Khách. Tu vi của hắn ta cũng đạt cảnh giới cao nhất. Hắn ta rất thần bí, luôn tìm cách hãm hại Trần Trường Sinh và nhân tộc. |

### Long Tộc
| Diễn viên | Vai diễn                | Giới thiệu nhân vật |
| --------- | ----------------------- | --- |
| Lâm Tư Ý  | Chu Sa ( Tiểu Hắc Long) | Tộc Rồng Là một con Huyền Sương Cự Long bị Thánh Hậu phong ấn dưới hàn đàm, gặp và giúp Trần Trường Sinh tẩy tủy thành công. Sau này tiểu Hắc Long đi theo bảo vệ Trần Trường Sinh khi được y cứu khỏi hầm băng, trở thành thành viên của Quốc giáo học viện. |

## Tỷ suất người xem phim
| Ngày phát sóng |            | Rating CSM52 | Rating CSM52 | Rating CSM52                 | Rating toàn quốc | Rating toàn quốc | Rating toàn quốc             |         |
| Ngày phát sóng | Tập        | Rating       | Thị phần     | Xếp hạng phim cùng khung giờ | Rating           | Thị phần         | Xếp hạng phim cùng khung giờ | Ghi chú |
| -------------- | ---------- | ------------ | ------------ | ---------------------------- | ---------------- | ---------------- | ---------------------------- | ------- |
| 17/04/2017     | 1-2        | 1.041        | 7.078%       | 3                            | 0.67             | 5.92%            | 5                            |         |
| 18/04/2017     | 3-4        | 1.08         | 7.196%       | 3                            | 0.72             | 6.15%            | 4                            |         |
| 19/04/2017     | 5-6        | 1.024        | 7.031%       | 3                            | 0.66             | 5.9%             | 5                            |         |
| 20/04/2017     | 7-8        | 1.051        | 7.171%       | 3                            | 0.64             | 5.9%             | 5                            |         |
| 24/04/2017     | 9-10       | 1.096        | 7.358%       | 2                            | 0.7              | 6.23%            | 4                            |         |
| 25/04/2017     | 11-12      | 1.071        | 7.189%       | 2                            | 0.71             | 6.37%            | 4                            |         |
| 26/04/2017     | 13-14      | 1.106        | 7.145%       | 2                            | 0.81             | 7.51%            | 4                            |         |
| 27/04/2017     | 15-16      | 1.153        | 7.626%       | 2                            | 0.87             | 7.68%            | 3                            |         |
| 01/05/2017     | 17-18      | 1.017        | 6.456%       | 1                            | 0.87             | 7.04%            | 3                            |         |
| 02/05/2017     | 19-20      | 0.926        | 3.095%       | 2                            | 0.83             | 6.67%            | 3                            |         |
| 03/05/2017     | 21-22      | 1.022        | 6.731%       | 1                            | 0.82             | 7.33%            | 3                            |         |
| 04/05/2017     | 23-24      | 0.976        | 6.325%       | 1                            | 0.85             | 6.91%            | 3                            |         |
| 08/05/2017     | 25-26      | 1.075        | 7.117%       | 1                            | 0.84             | 7.27%            | 3                            |         |
| 09/05/2017     | 27-28      | 1.075        | 7.179%       | 1                            | 0.92             | 7.66%            | 3                            |         |
| 10/05/2017     | 29-30      | 0.962        | 6.527%       | 2                            | 0.84             | 6.96%            | 3                            |         |
| 11/05/2017     | 31-32      | 1.192        | 7.585%       | 3                            | 0.88             | 7.15%            | 5                            |         |
| 15/05/2017     | 33-34      | 1.248        | 8.109%       | 3                            | 0.93             | 7.81%            | 4                            |         |
| 16/05/2017     | 35-36      | 1.298        | 8.268%       | 3                            | 0.96             | 7.83%            | 5                            |         |
| 17/05/2017     | 37-38      | 1.13         | 7.459%       | 3                            | 1.08             | 8.89%            | 2                            |         |
| 18/05/2017     | 39-40      | 1.298        | 8.455%       | 3                            | 1.08             | 8.97%            | 2                            |         |
| 22/05/2017     | 41-42      | 1.095        | 7.052%       | 3                            | 0.8              | 6.8%             | 6                            |         |
| 23/05/2017     | 43-44      | 1.178        | 7.458%       | 3                            | 0.91             | 7.73%            | 5                            |         |
| 24/05/2017     | 45-46      | 0.90         | 5.772%       | 5                            | 0.97             | 7.95%            | 5                            |         |
| 25/05/2017     | 47-48      | 1.185        | 7.525%       | 3                            | 0.9              | 7.28%            | 5                            |         |
| 29/05/2017     | 49-50      | 1.43         | 8.33%        | 3                            | 1.65             | 11.05%           | 1                            |         |
| 30/05/2017     | 51-52      | 1.139        | 7.024%       | 3                            | 0.94             | 7.58%            | 5                            |         |
| 31/05/2017     | 53-54      | 1.255        | 7.715%       | 3                            | 1.21             | 9.6%             | 1                            |         |
| 01/06/2017     | 55-56      | 1.303        | 8.144%       | 3                            | 1.19             | 9.29%            | 1                            |         |
| Trung bình     | Trung bình | 1.119        | 7.25%        | —                            | 0.9              | 7.5%             | —                            |         |

## Phát sóng quốc tế
| Kênh                           | Quốc gia    | Ngày bắt đầu         | Thời gian                                                                           |
| ------------------------------ | ----------- | -------------------- | ----------------------------------------------------------------------------------- |
| Truyền hình vệ tinh Hồ Nam     | Trung Quốc  | 17 tháng 4 năm 2017  | 22:00                                                                               |
| Truyền hình vệ tinh Thâm Quyến | Trung Quốc  | 13 tháng 12 năm 2017 | 19:30 - 21:10                                                                       |
| iQiyi                          | Trung Quốc  | 17042017             | 24:00                                                                               |
| Nhà hát Trung Quốc             | Hồng Kông   | 08 tháng 12 năm 2017 | Thứ hai đến thứ sáu 11:45-12:45, 15:15-16:15, 18:00-18:45, 19:30-20:30, 22:30-23:30 |
| Đài truyền hình hạnh phúc TVBS | Đài Loan    |                      |                                                                                     |
|                                | Malaysia    | 02 tháng 8 năm 2017  | Thứ hai đến thứ năm 20:30-21:30                                                     |
| Kênh truyền thông 8            | Singapore   | 17 tháng 12 năm 2018 | 23:00-00:00                                                                         |
| NTV7                           | Malaysia    | 16 tháng 8 năm 2019  |                                                                                     |
| Lala TV                        | Nhật Bản    | 10 tháng 10 năm 2017 |                                                                                     |
| Sony One                       | Singapore   | 19 tháng 7 năm 2020  |                                                                                     |
| Sony One                       | Malaysia    | 19 tháng 7 năm 2020  |                                                                                     |
| Sony One                       | Thái Lan    | 19 tháng 7 năm 2020  |                                                                                     |
| GMA Network                    | Philippines | 26 tháng 2 năm 2018  |                                                                                     |
| 5PLUS                          | Myanmar     | 2019                 |                                                                                     |

## Nhạc phim
| STT | Nhan đề                                 | Phổ lời                 | Phổ nhạc | Ca sĩ                        | Thời lượng |
| --- | --------------------------------------- | ----------------------- | -------- | ---------------------------- | ---------- |
| 1.  | "Tinh Thần (星辰)" (Nhạc Mở Đầu)        | Lưu Sướng               | Đàm Toàn | Trương Kiệt                  | 04:10      |
| 2.  | "Định Mệnh (注定)" (Nhạc Kết)           | Luân Kiệt               | Đàm Toàn | Bạch Tử Cương Châu Bút Sướng | 04:02      |
| 3.  | "Tâm Bất Do Kỷ (心不由己)"              | Châu Kiết Dĩnh Đàm Toàn | Đàm Toàn | Uất Khả Duy                  | 03:33      |
| 4.  | "Tình Yêu Dẫn Đến Sai Lầm (爱与原味违)" | Châu Khiết Dĩnh         | Đàm Toàn | Huyền Tử                     | 04:33      |
| 5.  | "Cố Ý (故意)"                           | Lưu Sướng               | Đàm Toàn | Tôn Quận Hà Khiết            | 05:03      |